# Annalise Hartman
Annalise Hartman-Kratz (apellido de soltera Hartman), es un personaje ficticio de la serie de televisión australiana Neighbours, interpretada por la actriz Kimberley Davies del 15 de junio de 1993 hasta el 31 de enero de 1996. Kimberley regresó a la serie en el 2005 para realizar un documental y su última aparición fue el 29 de julio del mismo año.